# Parvovirose porcine

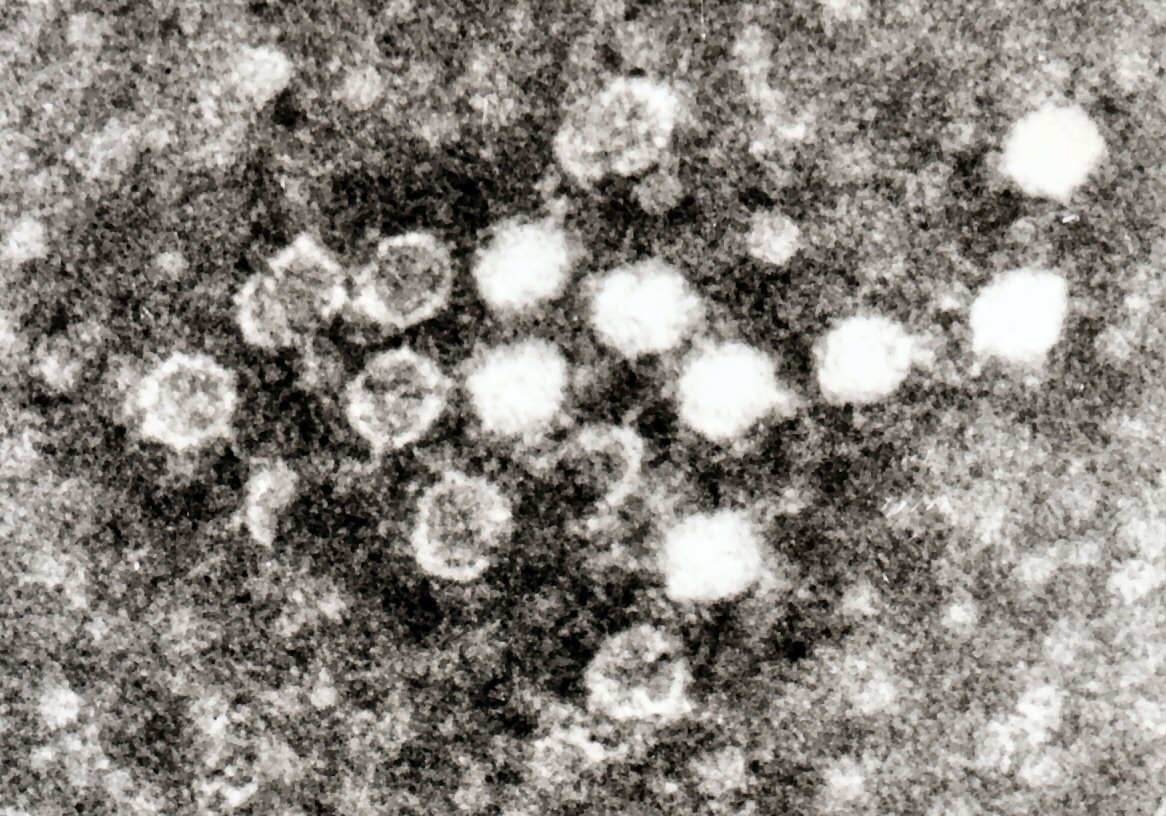

La parvovirose porcine est une maladie infectieuse hautement contagieuse d’origine
virale qui affecte les cochons.

## Étiologie
La parvovirose porcine est due à un Parvovirus de la famille des Parvoviridae. Ce virus à ADN sans enveloppe est très stable et résistant.

## Répartition géographique
La parvovirose est une maladie très largement répandue dans la population porcine, qui
se retrouve dans de nombreux pays du monde.
Il existe assez peu de données sur le statut sanitaire des Caraïbes vis-à-vis de cette
maladie. Cependant, il semble que la parvovirose circule dans la majorité des effectifs
porcins. En Guadeloupe, la maladie est rapportée comme sévissant à l’état enzootique.

## Épidémiologie
Espèces affectées: les porcs, les nullipares étant plus gravement atteintes que les
multipares.
Sources et transmission de l’infection : la contamination se fait par voie oro-nasale à
partir des animaux infectés ou du milieu extérieur. La transmission vénérienne est également
possible ainsi que la transmission transplacentaire.

## Tableau clinique
Symptômes : il s’agit exclusivement de troubles de la reproduction: mortinatalité,
fœtus momifiés, baisse de la fertilité, retours en chaleur irréguliers, diminution de la taille
des portées, etc.

## Diagnostic expérimental
- Mise en évidence de l’agent pathogène par PCR sur coupe de rein de fœtus momifiés
- Mise en évidence des anticorps par épreuve ELISA

## Prophylaxie
Le virus étant particulièrement résistant dans le milieu extérieur, toute tentative d’éradication reste illusoire. Le principal moyen de contrôle de la maladie repose sur la vaccination des cochettes, truies et verrats à l’aide d’un vaccin à virus inactivé.